# Coramella

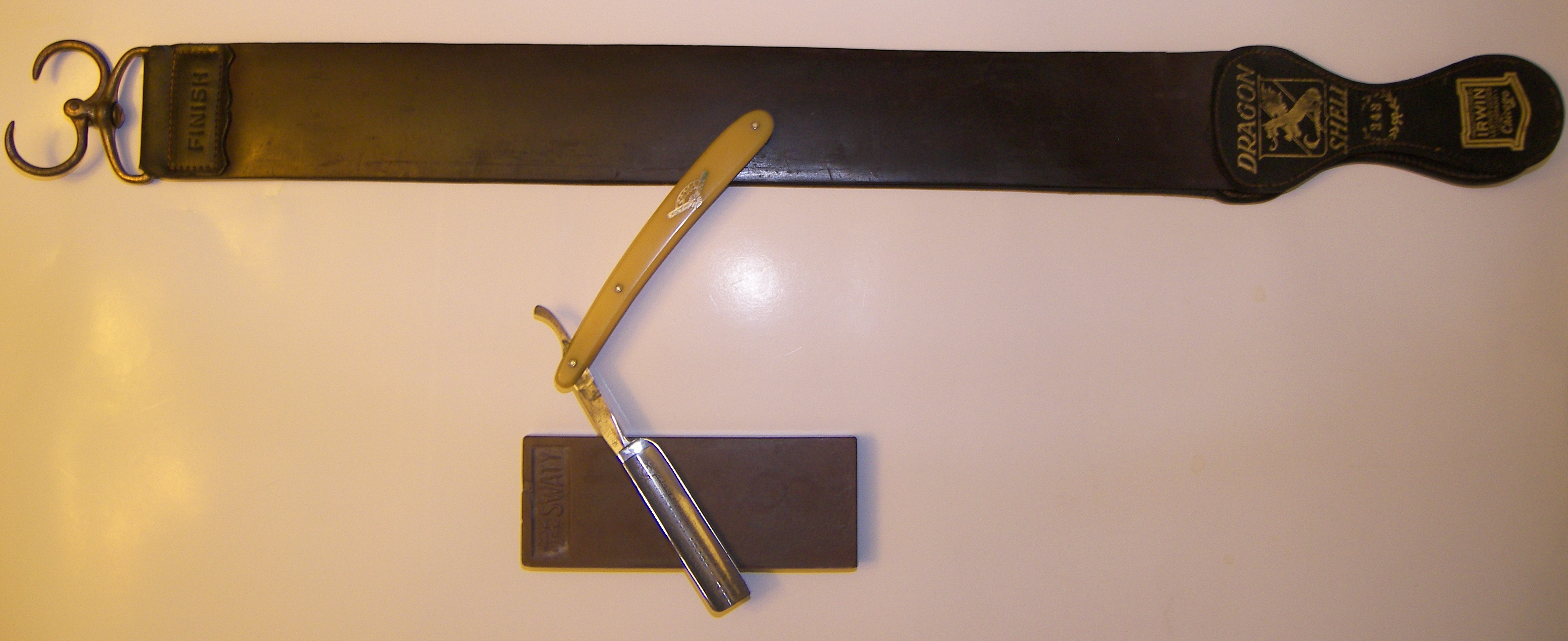
Coramella, rasoio e cote

La coramella è uno strumento utilizzato per la manutenzione del filo dei rasoi a mano libera ma anche delle lame in genere e di alcuni tipi di lamette.
La funzione della coramella è quella di “rifinire” o “ravvivare” il filo di una lama. Infatti con le operazioni di affilatura sulla lama si formano dei piccoli solchi dovuti allo sfregamento con la pietra per affilarla. Analogamente, durante l'utilizzo, lo scontro con i peli può formare dei microscopici dentini mentre residui di umidità possono dar luogo ad ossidazioni.
Queste imperfezioni riducono la capacità della lama di tagliare, oltre a costituire una fonte di attrito che riduce la scorrevolezza della lama stessa. Un rasoio o delle lamette con queste imperfezioni, oltre a tagliare meno, sono anche più irritanti sulla pelle.
Lo sfregamento della lama sulla coramella ha lo scopo di appianare questi solchi e dentini. Non si tratta, come impropriamente viene creduto da tanti, di un'operazione di affilatura. Infatti non v'è asportazione di materiale e anzi un rasoio appena affilato richiede di essere scoramellato per rendere il filo docile e scorrevole. Vi è comunque da notare che su alcune coramelle è previsto un lato specifico per essere utilizzato con paste per affilatura; ma in questo caso la coramella si limita ad essere usata come supporto, non è il materiale da cui è costituita ad affilare bensì la pasta abrasiva su di essa posta.
Tipicamente è una striscia di cuoio generalmente non trattato (coramella ha come radice la parola latina coramen che significa cuoio) ma sono utilizzati anche altri materiali come nappa, jeans etc. Spesso le coramelle hanno due lati con scopi differenti e/o composti da materiali differenti.
Ne esistono di differenti fogge:
1. a strappo: è il tipo più comune, costituita da una striscia di cuoio (o di altro materiale) uniforme e sufficientemente robusta, da un'estremità presenta un gancio o un anello per poterla fissare al muro o comunque a qualcosa di sufficientemente fisso e dall'altro un'impugnatura che permette a chi la usa di tenerla leggermente in tensione.
2. a spinta: la striscia è in questo caso fissata su un supporto rigido di solito mediante un materiale leggermente ammortizzante. È il primo tipo di coramella utilizzato e oggi in genere non frequentemente usato in quanto è più facile commettere errori in fase di utilizzo e rischiano di deformarsi in maniera non uniforme con l'utilizzo.
3. con telaio a vite o tedesca: la striscia in questo caso viene tesa mediante un telaio che presenta un manico e un sistema a vite per regolare la tensione.

Sebbene l'utilizzo della coramella sia tipico dei rasoi che necessitano di riaffilatura e non delle lamette usa e getta esistono anche rasoi di sicurezza o apparati che utilizzano la coramella per ravvivare il filo delle lamette. Un esempio noto è quello dei Valet Autostrop, oppure dei rasoi Wilkinson a singolo filo; in questi rasoi la lametta è montata su di un perno e il rasoio stesso permette l'inserimento di una piccola coramella a strappo; il rasoio stesso viene quindi usato per “passare” la lametta sulla coramella.
Per altri modelli di rasoi, ad esempio GEM o Ever Ready, era possibile acquistare un apposito set con coramella e dispositivo per affilatura.
Anche per le lamette a doppio filo esistono degli apparecchi con rulli ricoperti di cuoio o stoffa che emulano l'uso di una coramella.